# Cabeço do Padre Roque
O Cabeço do Padre Roque é uma elevação portuguesa localizada no concelho das Lajes do Pico, ilha do Pico, arquipélago dos Açores.
Este acidente geológico tem o seu ponto mais elevado a 894 metros de altitude acima do nível do mar. Nas imediações desta formação montanhosa encontra-se a Lagoa do Peixinho, o Cabeço da Palhinha, a Lomba do Cácere e o Cabeço do Padre Glória.